# Sintoria lagunae
Sintoria lagunae är en tvåvingeart som beskrevs av Wilcox 1972. Sintoria lagunae ingår i släktet Sintoria och familjen rovflugor. Inga underarter finns listade i Catalogue of Life.